# Città Giardino (Melilli)
Città Giardino è una frazione di Melilli, comune italiano della provincia di Siracusa in Sicilia.
Situata nei pressi del villaggio neolitico di Stentinello, sorge in quello che rimane della vasta isola amministrativa melillese, che fu aggregata per la maggior parte a Priolo Gargallo quando ottenne l'autonomia comunale nel 1979. Confina da isola amministrativa con quest'ultimo a nord e con Siracusa a sud-ovest, mentre a est è bagnata dal mar Ionio compreso nel golfo di Augusta in corrispondenza del vecchio abitato di Marina di Melilli, abbandonato in seguito agli espropri per l'espansione dell'industrializzazione sulla costa.

## Storia
Nasce sul finire degli anni sessanta: le prime abitazioni furono realizzate nel 1965, ma il primo nucleo familiare si stanziò qui soltanto al 1969. Le prime abitazioni erano situate per la maggior parte in contrada "Spalla" ed in piccola parte in un'area su cui sorgeva il villaggio neolitico di Stentinello. La cittadina si svilupperà velocemente per la sua propensione a voler divenire una città giardino.
Nel 1969 fu iniziata l'elettrificazione che si concluse solamente nel 2001 per quanto riguarda il sistema d'illuminazione pubblica. Nel 1971 furono avviati i lavori per la realizzazione della rete idrica e nel 1972 quelli per la telefonia. Nel 1978 con una pluriclasse fu istituita la scuola elementare e nel 1983 la scuola materna. La Delegazione Amministrativa Comunale divenne operativa nel 1981. Nel 1984 fu inaugurata la parrocchia intitolata a San Bartolomeo Apostolo. 
Fra l'abitato e la SS114 è sorta dai primi anni duemila un'ampia zona artigianale e commerciale anche grazie alla realizzazione, qualche anno prima, della bretella provinciale di collegamento con lo svincolo Siracusa Nord della nuova statale 114. La prima attività a essere aperta fu il bowling, seguito dall'acquapark e dal centro commerciale inaugurato nel 2003, due alberghi, da una casa di cura aperta nel 2018, e in ultimo da un supermercato con intorno alcuni negozi.

## Monumenti e luoghi d'interesse
Nel territorio della frazione, lungo il "Torrente Picci" , si possono ammirare grotte nelle quali sono presenti laghetti, stalattiti e stalagmiti.
Tra le grotte, la più conosciuta è sicuramente la "Grotta Palombara"  che si sviluppa per oltre 800 metri, rappresentando la seconda cavità della Sicilia sudorientale per lunghezza. Al suo interno e nell'area circostante è stata istituita l'omonima riserva naturale integrale, proprio per preservare il suo importante habitat naturale.
Ad ovest si notano tracce dell'antico acquedotto "Thapso", nonché dell'antico acquedotto Galermi.